# Hubert Haddad
Hubert Haddad (Túnez, 10 de marzo de 1947) es un escritor, poeta, novelista y ensayista francés de origen tunecino.

## Biografía
Nació en Túnez el 10 de marzo de 1947 en el seno de una familia judía de raíz bereber asentada secularmente en el Magreb. De padre tunecino y madre de origen argelino, llamada Guedj, pasó por Sfax, Bône y Túnez, hasta que sus padres emigran a París en 1950. Hubert Haddad se crio en Francia oyendo las historias de una y otra parte del conflicto árabe moderno. Haddad es, por tanto, un hombre de identidades múltiples (judío, bereber, árabe, francés). Comenzó a publicar al finalizar los años sesenta, primeramente en revistas literarias. Luego incluso funda varias de ellas, como Le Point d'Être o la revista literaria Le Horla. Escribe en todos los géneros literarios, como novela, drama, ensayo o poesía, género en el que publicó Le Charnier déductif (Debresse, 1968).

## Trayectoria
La novela y el ensayo son los pilares de una amplia producción que cuenta con una veintena de novelas, entre las que figura El Universo, primera novela diccionario aparecida en 1999 en la editorial Zulma y reeditada en edición aumentada en 2009. En 2008 apareció su novela Palestina (premio de los Cinco Continentes de la Francofonía 2008, premio Renaudot de bolsillo 2009), un ejercicio de empatía con Cisjordania, un intento valiente de ponerse en la piel del otro. También es autor de El pintor del abanico (premio Louis Guilloux 2013).
Por otra parte, Haddad es dramaturgo e historiador del arte y pintor (exposiciones en París, Châlons, Orleans, Marrakech o Voiron) y, en ocasiones, ilustrador. Ha publicado numerosos ensayos sobre literatura o sobre el taller del creador, con títulos como Saintes-Beuveries (José Corti, 1991), Les Scaphandriers de la rosée (Fayard, 2000), así como dos volúmenes sobre la pasión literaria y las técnicas de escritura: Le Nouveau Magasin d'écriture (2006 y 2007).
Bajo el seudónimo de Hugo Horst, anima desde 1983 la colección de poesía Double Hache de la editorial Bernard Dumerchez y es uno de los protagonistas de la Nouvelle fiction (con Châteaureynaud, Frédérick Tristan o Marc Petit).
Ha sido miembro del jurado del premio Cinco Continentes de la Francofonía desde 2014.

## Obra

### Novelas
- Un rêve de glace (Albin Michel, 1974 ; Zulma, 2006)
- La Cène (Albin Michel, 1975 ; Zulma, 2005 ; Le Livre de poche, 2010)
- Les Grands Pays muets (Albin Michel, 1978)
- Armelle ou l'éternel retour (Puyraimond, 1979 ; La Castor astral, 1989)
- Les Derniers Jours d'un homme heureux (Albin Michel, 1980)
- Les Effrois (Albin Michel, 1983)
- La Ville sans miroir (Albin Michel, 1984)
- Perdus dans un profond sommeil (Albin Michel, 1986)
- Le Visiteur aux gants de soie (Albin Michel, 1988)
- Oholiba des songes (La Table Ronde, 1989 ; Zulma, 2007)
- L'Âme de Buridan (Zulma, 1992 ; Mille et une nuits, 2000)
- Le Chevalier Alouette (Éditions de l'Aube, 1992 ; Fayard, 2001)
- Meurtre sur l'île des marins fidèles (Zulma, 1994)
- Le Bleu du temps (Zulma, 1995)
- La Condition magique (Zulma, 1997)
- L'Univers, roman dictionnaire (Zulma, 1999 y 2009 ; Pocket, 2003)
- La Vitesse de la lumière (Fayard, 2001)
- Le Ventriloque amoureux (2003)
- La Double conversion d'Al-Mostancir (Fayard, 2003)
- La culture de l'hystérie n'est pas une spécialité horticole (Fayard, 2004)
- Le Camp du bandit mauresque, récit d'enfance (Fayard, 2005)
- Palestine (Zulma, 2007 ; Le Livre de poche, 2009)
- Géométrie d'un rêve (Zulma, 2009 ; Le Livre de poche, 2011)
- Opium Poppy (Zulma, 2011)

### Relatos cortos
- La Rose de Damoclès (Albin Michel, 1982)
- Le Secret de l'immortalité (Critérion, 1991 ; Mille et une nuits, 2003)
- L'Ami argentin (Bernard Dumerchez, 1994)
- La Falaise de sable (Éditions du Rocher, 1997)
- Mirabilia (Fayard, 1999)
- La Belle Rémoise (Bernard Dumerchez, 2001 ; Zulma, 2004)
- Quelque part dans la voie lactée (Fayard, 2002)
- Vent printanier (Zulma, 2010)
- Nouvelles du jour et de la nuit: le jour. Nouvelles du jour et de la nuit: la nuit (Zulma, 2011)
- La Bohémienne Endormie (Invenit, 2012)

### Teatro
- Kronos et les marionnettes (Bernard Dumerchez, 1992)
- Tout un printemps rempli de jacinthes (Bernard Dumerchez, 1994; Bourse Baumarchais, 1995)
- Visite au musée du temps (Bernard Dumerchez, 1996)
- Le Rat et le cygne (Bernard Dumerchez, 1995)

### Poesía
- Le Charnier déductif (Debresse, 1967)
- Clair venin du temps (Bernard Dumerchez, 1992)
- Crânes et jardins (Bernard Dumerchez, 1994)
- Les Larmes d'Héraclite (Encrage, 1996)
- Le Testament de Narcisse (Bernard Dumerchez, 1998)
- Une rumeur d'immortalité (Bernard Dumerchez, 2000)
- Petits Sortilèges des amants (Zulma, 2001)
- Le Regard et l'Obstacle, con dibujos de Eugène Van Lamswerde (Rencontres, 2001)
- Errabunda ou les proses de la nuit (Éolienne, 2011)
- Oxyde de réduction (Bernard Dumerchez, 2008)
- Les Haïkus du peintre d'éventail - publicado conjuntamente con la novela Le Peintre d'éventail (Zulma, 2013)
- Table des neiges (Circa 1924, 2014)
- La verseuse du matin (Bernard Dumerchez, 2014). Premio Mallarmé 2014.

### Ensayo
- Michel Fardoulis-Lagrange et les évidences occultes (Puyraimond, 1978)
- Michel Haddad, 1943 / 1979 (Le Point d'Être, 1981) - ver  (enlace roto disponible en Internet Archive; véase el historial, la primera versión y la última).
- Julien Gracq, la Forme d'une vie (Le Castor astral, 1986; Zulma, 2004)
- Saintes-Beuveries (José Corti, 1991). Ensayos en torno a la literatura.
- La Danse du photographe (Armand Colin, 1994)
- Leonardo Cremonini ou la nostalgie du Minotaure, catalogue (Galerie Claude Bernard, 1995)
- Gabriel Garcia Marquez (Marval, 2003)
- René Magritte, livre d'art (colección "Les Chefs-d'œuvre", Hazan, 2006)
- Les Scaphandriers de la rosée (Fayard, 2000). Ensayos literarios.
- Du visage et autres abîmes (Zulma, 1999)
- Théorie de l'espoir (Bernard Dumerchez, 2001). Ensayos sobre el taller del escritor.
- Le Cimetière des poètes (Éditions du Rocher, 2002). En torno a la poesía.
- Le Nouveau Magasin d'écriture (Zulma, 2006)
- Le Nouveau Nouveau Magasin d'écriture (Zulma, 2007)

## Premios
- 1983 : premio Georges-Bernanos por Les Effrois
- 1991 : premio Maupassant por Le Secret de l'immortalité
- 1994 : premio Administrateurs maritimes por Meurtre sur l'île des marins fidèles
- 1997 : premio Charles Oulmont por La Falaise de sable
- 1998 : premio SGDL de novela por La Condition magique
- 2000 : premio Renaissance de relato por Mirabilia
- 2008 : premio Cinco Continentes de la Francofonía por Palestine
- 2009 : premio Renaudot de lobro de bolsillo por Palestine
- 2012 : premio Cercle Interallié por Opium Poppy
- 2013 : premio Louis-Guilloux por Le Peintre d'éventail[3]
- 2013 : premio SGDL por el conjunto de su obra, con motivo de la publicación de Le Peintre d’éventail et Les Haïkus du peintre d’éventail
- 2014 : premio Océans France Ô du livre por Le Peintre d'éventail
- 2014 : premio Renaudot por Le Peintre d'éventail
- 2014 : premio Mallarmé por La Verseuse du matin